# Camponotus geayi
Camponotus geayi é uma espécie de inseto do gênero Camponotus, pertencente à família Formicidae.